# Linköpings teknologers studentkår
LinTek - Linköpings Teknologers Studentkår representerar ungefär 9000 studenter vid Campus Valla i Linköping och Campus Norrköping i Norrköping. Kåren, som bildades 1971, har även 30-50 studenter från Carl Malmsten - Centrum för Träteknik & Design (CTD) i Stockholm.
LinTek ingår i samarbetsorganisationen Reftec.
Bland bemärkta ordförande för LinTek märks Helena Höij som var ordförande läsåret 1990–1991 och hennes make Magnus Höij som var ordförande året efter, 1991–1992. Åsa Lindhagen var ordförande 2005-2006.

## Organisation
Det finns 15 sektioner som tillhör LinTek på två campus i Linköping, ett Norrköping och ett Stockholm. Sektionerna är fristående men bedriver ett nära samarbete med kåren i frågor som studiebevakning och mottagning av nya studenter.
LinTeks huvuduppgifter är att granska studenternas utbildningar och säkerställa att de håller god kvalitet. LinTek arbetar även med studiesociala frågor och arbetsmarknadsfrågor och anordnar bland annat LARM, LinTeks arbetsmarknadsdagar, en gång om året.
Efter en omfattande organisationsutredning som genomfördes året 12/13 beslutades det bland annat att frångå en tidigare intern styrelse till den nuvarande formen av extern styrelse. Kårfullmäktige utser denna kårstyrelse som består av kårordförande, vice kårordförande, kårstyrelseordförande samt två-fyra ledamöter. Kårstyrelsen utser sedan resterande kårledning. Totalt består kårledningen av nio/tio heltidsarvoderade personer och 6 som inte är heltidsarvoderade.
Heltidsarvoderad:
- Kårordförande
- Vice kårordförande
- Utbildningsansvarig (två personer)
- Studiesocialt ansvarig med mottagningsansvar
- Näringslivsansvarig
- Marknadsföringsansvarig
- Projektledare för LARM
- Centralt arbetsmiljöombud för studenter

Inte heltidsarvoderade:
- Mottagningsansvarig Linköping
- Mottagningsansvarig Norrköping
- Chefredaktör för Lithanian
- General för München Hoben
- Ordförande för Mattehjälpen
- Projektledare Kårstugan

LinTek var en av de första studentkårerna i Sverige att anordna e-val till kårfullmäktige. Till valet 2006 inrättades ett nytt valsystem där antalet kårfullmäktigeledamöter som väljs varje år konstant är 27. Valet förrättas genom direkt personval.
LinTek äger Kårservice tillsammans med Consensus - Hälsouniversitetets studentkår och Studentkåren StuFF vid Linköpings universitet. Kårservices huvuduppdrag gäller kåravgiftshanteringen samt förvaltning av kårhusen Kårallen, Örat, Kollektivet, HG (Ryds herrgård i Linköping) samt Trappan (Norrköping). Sedan april 2004 är LinTek:s holdingbolag Linus & Linnea AB ensam ägare till Bokakademin i Östergötland, en studentbokhandel med butiker i både Linköping och Norrköping.

## LiTH:s Teknologmössa

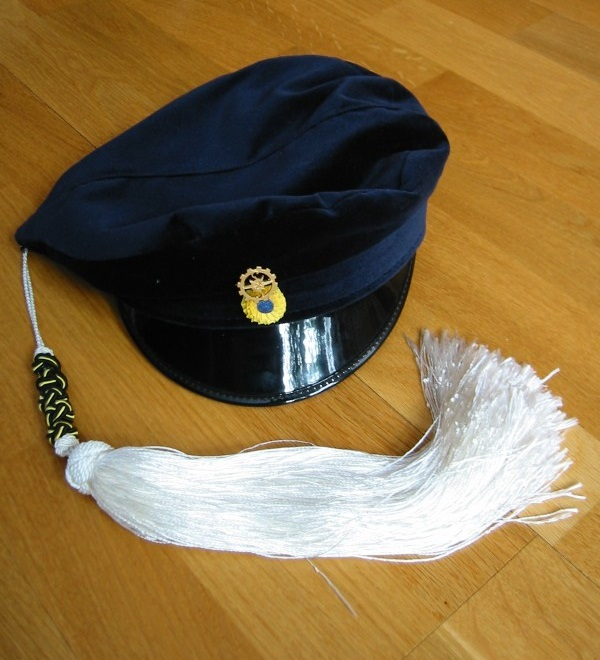
Mössan tillhör en student som påbörjat sitt 5e år på Civilingenjör i Teknisk Fysik och Elektronik, Y-sektionen.

Mössan får bäras av den som studerar, eller har avlagt examen vid en utbildning på LiTH.
- Modell: Uppsala
- Kulle: Mörkblå
- Särskild vintermössa: Nej
- Strimmel: Svart
- Soutage: Nej
- Tofs: Gräddvit
- Kokard: Ja; LinTeks kårnål fästes i kullen ovanför kokarden.
- Spegater: Färg beroende på sektion (dock alltid en färg varvat med gult). Spegatern fästs mellan de två vita microspegaterna.